# Канаткина
Канаткина — река в России, протекает по территории Красноселькупского района Ямало-Ненецкого автономного округа. Устье реки находится в 1239 км по левому берегу реки Таз. Длина реки составляет 44 км. 
Течёт в общем юго-восточном направлении, долина поросла лесом, в верховьях осиново-лиственничным, в низовьях — сосново-берёзовым.

## Данные водного реестра
По данным государственного водного реестра России относится к Нижнеобскому бассейновому округу, водохозяйственный участок реки — Таз, речной подбассейн реки — Подбассейн отсутствует. Речной бассейн реки — Таз.
По данным геоинформационной системы водохозяйственного районирования территории РФ, подготовленной Федеральным агентством водных ресурсов:
- Код водного объекта в государственном водном реестре — 15050000112115300063631
- Код по гидрологической изученности (ГИ) — 115306363
- Код бассейна — 15.05.00.001
- Номер тома по ГИ — 15
- Выпуск по ГИ — 3